# Borrowash Victoria A.F.C.
Borrowash Victoria AFC là một câu lạc bộ bóng đá có trụ sở tại Spondon, Derby, Anh. Câu lạc bộ hiện thi đấu tại Nottinghamshire Senior League Premier Division và có sân nhà ở Asterdale Bowl. Trụ sở ban đầu của đội bóng là làng Borrowash liền kề trước khi chuyển đến Spondon vào năm 1984.

## Danh hiệu
- Northern Counties East League
  - Nhà vô địch Division One South mùa giải 1983–84[1]
  - Nhà vô địch Division One mùa giải 2000–01[2]
- East Midlands Counties League
  - Nhà vô địch League Cup mùa giải 2008–09, 2011–12
- Midland League
  - Nhà vô địch Division One mùa giải 1980–81[1]
  - Nhà vô địch Division One Cup mùa giải 1980–81[1]
- East Midlands Regional League
  - Nhà vô địch Premier Division mùa giải 1977–78[3]
- Derby & District Welfare League
  - Nhà vô địch mùa giải 1952–53[1]